# Zamarada intacta
Zamarada intacta är en fjärilsart som beskrevs av Claude Herbulot 1979. Zamarada intacta ingår i släktet Zamarada och familjen mätare. Inga underarter finns listade i Catalogue of Life.